# Seattle (album Perry’ego Como)
Seattle – siedemnasty 12-calowy długogrający album amerykańskiego wykonawcy Perry’ego Como wydany przez RCA Victor w 1969 roku. Utwór tytułowy „Seattle” był pierwszym singlem Como z listy Top 40 od czterech lat; wytwórnia RCA chciała wydać album zawierający ten przebój. Album został złożony głównie z niewydanego materiału z sesji nagraniowych, które odbyły się w ciągu ostatnich trzech lat.

## Lista utworów

### Strona pierwsza
1. „Happiness Comes, Happiness Goes”
2. „Nobody But You”
3. „Seattle”
4. „Turnaround  ”
5. „Beady Eyed Buzzard”
6. „Hearts Will Be Hearts”

### Strona druga
1. „That’s All This Old World Needs”
2. „Together Forever”
3. „Sunshine Wine”
4. „Deep In Your Heart”
5. „Buongiorno Teresa”